# Schlauch Burgkemnitz
Koordinaten: 51° 39′ 52″ N, 12° 22′ 47″ O
Der Schlauch Burgkemnitz ist ein Naturschutzgebiet in der Gemeinde Muldestausee im Landkreis Anhalt-Bitterfeld in Sachsen-Anhalt.

## Allgemeines
Das Naturschutzgebiet mit dem Kennzeichen NSG 0163 ist rund 67 Hektar groß. Es ist deckungsgleich mit dem gleichnamigen FFH-Gebietes und vom Landschaftsschutzgebiet „Dübener Heide“ umgeben. Das Gebiet steht seit Anfang 1996 unter Schutz (Datum der Verordnung: 13. Dezember 1995). Zuständige untere Naturschutzbehörde ist der Landkreis Anhalt-Bitterfeld.

## Beschreibung
Das Naturschutzgebiet liegt nordöstlich von Bitterfeld im Naturpark Dübener Heide. Es stellt ein nördlich des Muldestausees liegendes Feuchtgebiet im Bereich des früheren Tagebaus Muldenstein am Rande der Dübener Heide unter Schutz. Die Bergbaufolgelandschaft besteht hier aus den Tagebaurestgewässern Roter See, dem Süd- und Westufer des künstlich angelegten, bogenförmigen Blauen Sees und einem Geländeeinschnitt zwischen zwei Kippen aus Geschiebemergel, dem „Schlauch“. Die Flächen des Naturschutzgebietes unterliegen seit 1963 überwiegend ihrer natürlichen Entwicklung.
Entlang der beiden Seen im Nordosten des Naturschutzgebietes siedeln Schilfröhrichte, große Bestände an Zwiebelbinse in Flachwasserzonen und von Flatterbinse dominierte Pflanzengesellschaften an steileren Ufern sowie u. a. Lanzettblättriger Froschlöffel am Ableiter des Blauen Sees. Auf Sandflächen siedeln Sandsegge und Silbergras. Daneben sind u. a. Sandstrohblume, Feldbeifuß, Gewöhnliche Nachtkerze, Dachtrespe, Platthalmrispengras und Landreitgras zu finden. Auf von Magerrasen eingenommenen Flächen wachsen u. a. Echter Schafschwingel, Gewöhnliches Ferkelkraut, Grasnelke, Feldbeifuß, Kriechende Hauhechel und Spitzwegerich. Ruderalflächen werden u. a. von Hasenklee, Feldklee und Platthalmrispengras eingenommen. Auf den Hanglagen der Kippen stocken Waldkiefern und Hängebirken als dominierende Baumarten sowie Gebüsche mit einem hohen Anteil des Faulbaums. Die Säume werden u. a. von Zickzackklee, Bunter Kronwicke, Nickender Distel, Wiesenmargerite und Purgierlein gebildet.
Im Bereich des „Schlauchs“ und dem südlichen Teil des Naturschutzgebietes befindet sich zwischen den Kippen ein von Gräben durchzogenes Versumpfungsgebiet, in das stellenweise offene Wasserflächen eingebettet sind. Hier dominieren Röhrichte aus Rohrkolben und Schilf sowie Bestände der Gewöhnlichen Teichbinse. Entlang der Gräben wachsen Scheinzypergrassegge, Flatterbinse, Spitzblättriges Laichkraut, Gewöhnlicher Wasserschlauch, Sumpfschachtelhalm und Schmalblättriges Wollgras sowie Spitzblütige Binse, Kalmus, Schmalblättriger Rohrkolben, Gewöhnliche Sumpfbinse und Moorlabkraut.
Das Naturschutzgebiet bietet zahlreichen Vogelarten einen Lebensraum, darunter Rohrdommel, Rohrweihe, Zwergtaucher, Wasserralle, Drosselrohrsänger, Braunkehlchen und Feldschwirl, die alle hier auch brüten. Auch für Amphibien ist das Naturschutzgebiet ein geeigneter Lebensraum. So leben hier z. a. Kreuzkröte, Wechselkröte, Erdkröte, Knoblauchkröte, Teichfrosch und Moorfrosch. Reptilien sind z. B. durch Ringelnatter, Schlingnatter und Zauneidechse vertreten. Die Gewässer und Feuchtgebiete sind auch Lebensraum für zahlreiche Libellen. Auch der Biber ist im Naturschutzgebiet heimisch.
Das Gebiet entwässert nach Süden zum Muldestausee und nach Westen zum Grünen See. Der Naturlehrpfad „Bergbaufolgelandschaft Muldestausee“ berührt das Naturschutzgebiet im Süden und zwischen Rotem und Blauen See.